# Forbidden (Band)
Forbidden ist eine Thrash-Metal-Band aus San Francisco. Die Band wurde 1985 als Forbidden Evil gegründet. Ihre ersten zwei Alben gelten heute als Genreklassiker.

## Geschichte
Nach diversen Demos wurde die Band von Combat Records unter Vertrag genommen. Auf Anraten ihrer Managerin strich die Band das Wort „Evil“ aus dem Bandnamen. Zu dieser Zeit spielte noch Robb Flynn bei Forbidden. Nachdem er kurz vor der Veröffentlichung des Debütalbums gefeuert worden war, wechselte Flynn zu Vio-lence und gründete später Machine Head. Flynn wurde durch Glenn Alvelais ersetzt.
1988 erschien das Debütalbum Forbidden Evil, das euphorische Kritiken erhielt. Mit Exodus, Death Angel und Testament tourte die Band durch Europa. Den Auftritt beim Dynamo Open Air schnitt die Band mit und veröffentlichte die Aufnahmen später als EP Raw Evil: Live at the Dynamo. Alvelais verließ die Band in Richtung Testament und wurde durch Tim Calvert ersetzt.
1990 wurde mit Twisted into Form das zweite Album veröffentlicht. Forbidden schafften es, der Härte des Debüts eine bisher kaum gekannte Virtuosität hinzuzufügen. Twisted into Form zählt wie das Debüt zu den Klassikern des Thrash Metals. Der Vertrag mit Combat lief aus und wurde nicht verlängert. 1992 veröffentlichte Combat ohne Rücksprache mit der Band eine Best-of-Kompilation namens Point of No Return. Im selben Jahr wechselte Paul Bostaph zu Slayer.
In der Zwischenzeit veröffentlichten Forbidden vier Demos. 1995 wurde die Band von Gun Records unter Vertrag genommen. Neuer Schlagzeuger wurde Steve Jacobs. Das dritte Album Distortion erschien ebenfalls 1995. Trotz der guten Kritiken waren viele Fans enttäuscht von den neuen Songs. 1997 erschien mit Green das letzte Album, das stark an Machine Head erinnerte. Nach einer kurzen Tour mit Testament löste sich die Band auf.
Calvert heuerte bei Nevermore an. Sänger Russ Anderson gründete die Parking Lot Prophets, während die restlichen Mitglieder die Band Manmade God aus der Taufe hoben. Für das Thrash-of-the-Titans-Benefizfestival für den an Krebs erkrankten Testament-Sänger Chuck Billy kam es zu einer einmaligen Reunion.
2008 und 2009 spielten Forbidden einige exklusive Shows in Japan, Australien und Europa, u. a. beim Bang Your Head 2008 in Balingen oder beim Rock Hard Festival 2009 in Gelsenkirchen.
Am 22. Oktober 2010 haben Forbidden ihr Comebackalbum „Omega Wave“ veröffentlicht.

## Diskografie

### Studioalben
- 1988: Forbidden Evil
- 1990: Twisted into Form
- 1995: Distortion
- 1997: Green
- 2010: Omega Wave

### Best-of-Kompilationen
- 1992: Point of No Return

### Weitere Kompilationen
- 1991: Trapped

### Extended Play (EPs)
- 1989: Raw Evil – Live at the Dynamo

### Promo-Singles
- 1990: Step by Step
- 1994: No Reason